# إيناملين
إيناملين (بالإنجليزية: Enamelin)‏ هو بروتين مَطْرِس ميناء الأسنان، والذي يُشفر بواسطة جين ENAM.